# 비밀 (2013년 드라마)
《비밀》은 2013년 9월 25일부터 2013년 11월 14일까지 방영된 한국방송공사 수목드라마로, 사랑이 없다고 믿었던 남자와 사랑에 배신당한 여자의 멜로를 그린 드라마 작품이다. 여러 사건들이 진행되어가면서 생겨나고 발전해가는 어떤 '비밀'에 의해 인물들의 각 관계가 악화되고, 변하고, 발전하는 모습을 보이는 것이 특징이다.

## 등장인물

### 주요 인물
- 지성: 조민혁(27세→31세) 역

재벌총수의 후계자. 멋진 외모를 갖고 태어난 그에게 사랑만큼 쉬운 일도 없었다. 일부러 노력하지 않아도 주어진 환경 탓일까, 그에게 사랑은 잠깐의 재미일 뿐 큰 의미가 없었다. 그래서 유일하게 마음을 열었던 여자, 지희조차도 무기력하게 떠나보냈다. 지희가 차가운 시신으로 돌아오고 나서야 뒤늦은 후회를 해보지만 소용없다. 지희를 앗아간 유정을 향한 복수심으로 하루하루를 버티는데, 흔들림 없는 유정을 보는 것이 날이 갈수록 힘들고 아프다.
- 황정음: 강유정(26세→30세) 역

사랑은 언제나 주는 것이라 생각하는 천상 여자. 부모에게 받은 사랑이 너무 커, 일평생 주기만 해도 좋다고 생각한다. 그러다보니 유정을 미워하는 사람도, 유정이 미워하는 사람도 없다. 구김살 없이 웃을 줄 아는, 하지만 마냥 순진하거나 답답하지 않은 여자, 강유정. 그녀는 힘든 일이 닥쳐도 절망하지 않고 무던히 넘길 줄 아는 단단한 마음의 소유자. 그런 그녀이기에 닥쳐올 거대한 불행 앞에서도 절망하지 않을 수 있었던 것이리라.
- 배수빈: 안도훈(28세→32세) 역

명석한 두뇌에 수려한 외모의 검사. 부당해고에 반대하는 시위를 하다 장애를 가진 아버지를 대신해 어려서부터 집안의 모든 기대를 받으며 컸다. 검사가 된 뒤 7년 간 뒷바라지해준 유정에게 청혼하며 그토록 바라던 행복한 가장이 될 수 있을 것 같았는데... 가장 행복했던 날 결정한 한 번의 선택이 도훈에게 가혹한 운명을 선물한다.
- 이다희: 신세연(26세→30세) 역

4선 국회의원의 딸, 매력적인 외모에 예술적 재능까지 가진 완벽한 여자. 하지만 현재 자신이 누리고 있는 것이 아버지의 지위로 인한 것을 알기에, 아버지가 원하는 인형 노릇을 마다하지 않는다. 아버지가 원하는 정략결혼의 상대가 어려서부터 의지했던 민혁이라는 게 얼마나 다행인지 모른다. 하지만 민혁의 마음속에 있는 다른 여자만큼은 인정할 수가 없다.

### 민혁의 주변 인물
- 이덕화: 조한일(62세) 역

민혁의 아버지. 여인숙에서 도박을 하는 꾼들에게 음료수와 담배 등을 나르며 데라를 뜯는 ‘바카스’로 시작해 꽁지돈을 빌려주는 고리 대금으로 돈을 모았다.어리숙한 호구한테 노름빚 대신 받은 허름한 집을 일수방으로 꾸며 임대업으로 사업을 확장하는 등 돈의 흐름을 보는 촉이 있다. 무일푼으로 시작해 자수성가했다는 자부심과 개척 정신이 투철하다.
- 조미령: 홍인주(45세) 역

민혁의 새어머니. 지역 미인대회 출신. 동네에서 인주를 모르면 간첩일 정도로, 지역의 미녀였다. 그러나 어디까지나 지역의 미녀, 일찌감치 지역 행사 무대를 뛰는 일에 만족해야 했다. 그러나 그 행사를 계기로 K그룹의 조 회장을 만난다. 언제나 강하고 든든한 조 회장의 후 처 자리를 꿰차고 앉아 일약 ‘K 그룹’의 사모님으로 신분상승한다. 갑작스런 신분상승을 둘러싼 주변의 쑥덕거림을 알지만 상관않는, 강한 내면의 소유자.
- 송민경: 조민주(18세→22세) 역

민혁의 여동생. 태어나면서 지금까지 조 회장의 사랑을 독차지하는 외동딸이며, 풍족한 환경에서 부족함 없이 자라 그늘이 없다.
- 양진성: 서지희(24세) 역

민혁이 무엇을 가졌는지, 자신에게 무엇을 해줄 수 있는지 따지기보다, 흔들리는 민혁의 눈빛을 먼저 볼 줄 아는 여자. 민혁의 아이를 가졌지만 민혁에게 쉽사리 전하지 못하고, 교통사고로 인한 싸늘한 주검이 되어 민혁의 품에 돌아간다.
- 이승준: 최광민(30세→34세) 역

도박판에서 자라다 변호사가 된, 조 회장의 심복. 도박꾼 아버지가 버리고 간 광민 형제를 거둬 키운 것이 바로 조 회장이다. 조 회장을 위해서, 자신을 키워준 K 그룹을 위해서라면 편법도 쓰고, 민혁에게 쓴 소리도 할 수 있는 충직한 인물이다.
- 최웅: 최광수(22세→26세) 역

광민의 동생, 민혁의 오른팔. 광민과 달리 머리 쓰는 건 젬병에 몸이 먼저 움직이는 타입이다. 태권도, 합기도, 검도, 킥복싱, 무에타이, 카포에라에 쿵푸까지, 제 나이보다 많은 무술 단수의 소유자.

### 유정의 주변 인물
- 강남길: 강우철(56세→60세) 역

유정의 아버지. 서울 변두리에서 수십 년째 빵가게를 운영중이다. 남에게 해코지 한 번 한 일 없이, 주어진 일은 묵묵히, 가진 게 많진 않아도 베풀며 살았다 자부한다. 엄마가 없다는 이유로 주눅 들까 싶어 애지중지, 금지옥엽처럼 키운 딸이 오래된 연인 도훈과 결혼해단란한 가정을 이루는 걸 보는 게 생에 남은 유일한 꿈이다.
- 안지현: 양해리(20대) 역

고속도로 톨게이트 계약직 직원으로 유정과 만난 선후배 사이. 유정과 달리 현실적이고 계산적인 성격. 아무리 말은 얄밉게 툭툭 던져도, 언제나 ‘이번은 정말 마지막’인 사랑에 빠지고 마는사랑이 흘러넘치는 귀여운 아가씨.
- 정수영: 이자영(34세) 역

이름보다는 ‘단발’로 불리는 유정의 교도소 동기. 남들보다 버라이어티한 인생을 산지라, 세상에 놀라울 것, 무서울 것이 없다. 사나운 말투와 표정으로 유정을 몰아붙이지만, 가시 돋친 말 안에 유정을 생각하는 마음이 느껴지는 속 깊은 친구.

### 도훈의 주변 인물
- 양희경: 박계옥(57세) 역

도훈의 어머니. 일찍 장애를 가진 무능력한 남편 대신 집안을 건사하느라 공장, 식당, 병원 등에서 허드렛일을 하며 억척스레 살았다. 이제 자랑스러운 아들 도훈이 검사가 절로 어깨춤이 나오는 상황. 이 변두리 지긋지긋한 동네에서 아들을 검사로 키운 대찬 엄마가 되었다는 사실에 우쭐하다.
- 강신일: 안인환(58세) 역

도훈의 아버지. 기계공으로 일하던 중 부당해고를 당했다. 하도급에 하도급을 받는 처지라 어디 가서 하소연할 수도 없다며 모두 포기할 때, 그는 부품을 최종 납품하는 기업을 찾아가 시위를 벌였다. 그러나 그에게 남은 것은 막대한 소송비용과, 망가진 몸뿐이다. 이 모든 것이 가진 게 없어서, 힘이 없기 때문이라 생각한다.
- 김현균: 박현석(36세) 역

도훈의 선배 검사. 현실적이고 합리적이다. 굽힐 때 굽히고 날을 세울 때 세울 줄 안다.
- 한기중: 양익태(42세) 역

도훈의 상사, 부장검사. 철저한 조직사회의 일원, 도훈이 검사로 성장할 수 있는 기회를 방해하는 인물.

### 세연의 주변 인물
- 미상: 신상호(50대 후반) 역

세연의 아버지. 5선 의원인 아버지(신의엽)의 뒤를 이어 지역구에서 탄탄한 입지를 다진 4선 국회의원. 가족조차 수단으로 보는 냉정한 사람이다. 그가 대선을 향한 정치 자금을 끌어올 대상으로 고른 물주는 바로 조회장. 조회장의 외동아들(조민혁)과 자신의 딸(신세연)의 정략결혼이 그에게 중요한 이유.
- 김희령: 연미연(50대 중후반) 역

세연의 어머니. 중견 건설사 사장의 딸로 부유한 생활을 하며 별 욕심 없이 자랐지만 신 의원과 수십 년을 함께 살며 계산적이고 주변 사람은 일단 하대하고 보는 여왕으로 변모했다. 장녀인 세연의 외로움과 고통보다 세연으로 인해 더욱 견고해질 집안의 미래에 관심이 많다.

### 그 외 인물
- 황석정 : 산드라 황 역 - 유정의 교도소 동기
- 문지인: 혜진 역 - 유정의 교도소 동기
- 윤길: 김재하 역 - 민혁의 친구, 세광그룹 후계자
- 최예진
- 김태량
- 안현희
- 정영섭
- 권혁상
- 정다운: 도훈의 맞선녀 역
- 성현미: 숙자 역 - 고속도로 톨게이트 계약직 직원
- 김기준: 윤 집사 역 - 민혁이네 집사
- 정현석: 응급실 의사 역
- 권호석: 판사 역
- 최무인: 지희의 교통사고 담당 수사관 역
- 조현진: 세연의 친구 역
- 박선영
- 허영주: 세연의 친구 역
- 이진목: 유정과 친분이 있는 남자 역
- 조경호
- 정석규: 도훈의 검사실 수사관 역
- 길해연: 지희의 어머니 역
- 정호
- 이경훈
- 김수현
- 소희정: 교도관 역
- 이미은
- 김추월: 동네주민 역
- 최영인: 간병인 역
- 이재은: 유정의 교도소 동기 역
- 강민정: 박민영 역 - 조사 받는 여자
- 조용상: 박민영의 변호사 역
- 이병철: 술 먹고 조사 받으러 온 남자 역
- 유지현: 도훈의 맞선녀 2 역
- 정병철
- 유영복
- 이윤상: 가석방 심사위원장 역
- 김은경
- 오기환
- 이현주
- 최정화
- 조주현
- 정명준
- 정병호: 교도소장 역
- 유금
- 임아영
- 이성
- 김상일
- 나봉기
- 리원익
- 오기영
- 이예린
- 김나연: 쥬얼리 담당 직원 역
- 박성균: 의사 역
- 서광재: 전당포 사장 역
- 신선희: 자전거 타면서 불법 전단지 돌리는 여자 역
- 장문석
- 이창: 도훈의 지인 역 - 변호사
- 최효상: K그룹 이사 역
- 김종호: K그룹 이사 역
- 김동현
- 김성훈: 패밀리레스토랑 점장 역
- 김윤미: 의류매장 직원 역
- 정재훈
- 최현준: K그룹 보안실 직원 역
- 김재흠: 인부 역
- 김현정
- 김연수: 웨딩플래너 역
- 윤미향: 철길 앞 슈퍼주인 역
- 김수련
- 원종례: 한남동 투자자 역
- 이성희
- 이준희
- 도율곡
- 김화영
- 최황빈
- 박수연
- 한여울
- 허성태
- 김지성: 정환의 엄마 역
- 건휘
- 손희순: 정환의 할머니 역
- 원종선
- 김정현
- 최예지: 예지 역
- 송영학

### 아역
- 손연우: 강산 역 - 유정의 아들
- 정유근: 정환 역
- 이영은: 민혁의 부탁으로 물건을 건네주는 아이 역

## 시청률
최저 시청률과 최고 시청률은 시청률 조사회사와 지역별로 시청률에 차이가 있을 수 있습니다.
| 2013년      | 2013년      | 2013년         | 2013년       | 2013년         | 2013년       |
| 회차        | 방송일      | TNmS 시청률    | TNmS 시청률  | AGB 시청률     | AGB 시청률   |
| 회차        | 방송일      | 대한민국(전국) | 서울(수도권) | 대한민국(전국) | 서울(수도권) |
| ----------- | ----------- | -------------- | ------------ | -------------- | ------------ |
| 제1회       | 9월 25일    | 4.7%           | 5.3%         | 5.3%           | 5.6%         |
| 제2회       | 9월 26일    | 4.1%           | 5.0%         | 5.7%           | 6.5%         |
| 제3회       | 10월 2일    | 6.2%           | 7.2%         | 7.2%           | 7.9%         |
| 제4회       | 10월 3일    | 7.8%           | 9.1%         | 10.7%          | 12.7%        |
| 제5회       | 10월 9일    | 10.6%          | 11.8%        | 12.4%          | 14.2%        |
| 제6회       | 10월 10일   | 11.9%          | 13.1%        | 14.6%          | 15.4%        |
| 제7회       | 10월 16일   | 12.4%          | 13.4%        | 15.1%          | 16.2%        |
| 제8회       | 10월 17일   | 12.9%          | 14.6%        | 15.3%          | 16.4%        |
| 제9회       | 10월 23일   | 13.0%          | 14.9%        | 15.3%          | 16.8%        |
| 제10회      | 10월 24일   | 13.8%          | 14.7%        | 16.3%          | 18.4%        |
| 제11회      | 10월 30일   | 13.2%          | 15.9%        | 15.7%          | 17.3%        |
| 제12회      | 10월 31일   | 14.6%          | 17.2%        | 16.7%          | 18.8%        |
| 제13회      | 11월 6일    | 13.3%          | 15.5%        | 15.8%          | 16.9%        |
| 제14회      | 11월 7일    | 13.4%          | 15.6%        | 17.3%          | 18.9%        |
| 제15회      | 11월 13일   | 13.3%          | 14.7%        | 17.4%          | 18.6%        |
| 제16회      | 11월 14일   | 15.4%          | 18.0%        | 18.9%          | 20.6%        |
| 평균 시청률 | 평균 시청률 | 11.3%          | 12.9%        | 13.7%          | 15.1%        |

## 수상 경력
- 2013년 KBS 연기대상 남자 최우수연기상, 인기상, 베스트 커플상 지성
- 2013년 KBS 연기대상 여자 최우수연기상, 네티즌상, 베스트 커플상 황정음
- 2013년 KBS 연기대상 남자 조연상 배수빈
- 2013년 KBS 연기대상 여자 조연상 이다희
- 2014년 아시아 레인보우TV 어워즈 TV 현대 드라마 부문 우수상[3]

## OST

### Part.1
| #  | 제목                                             | 작사        | 작곡         | 재생 시간 |
| -- | ------------------------------------------------ | ----------- | ------------ | --------- |
| 1. | 〈불치병 (Feat. 키비 Of 이루펀트)〉 (나비(Navi)) | 개미, KEBEE | 개미, 김세진 | 3:45      |

### Part.2
| #  | 제목                     | 작사   | 작곡       | 재생 시간 |
| -- | ------------------------ | ------ | ---------- | --------- |
| 1. | 〈비밀 (Secret)〉 (이루) | 태윤미 | 개미, 성환 | 3:58      |

### Part.3
| #  | 제목                          | 작사 | 작곡 | 재생 시간 |
| -- | ----------------------------- | ---- | ---- | --------- |
| 1. | 〈그때로 가고 싶다〉 (김보경) | 개미 | 개미 | 4:14      |

### Part.4
| #  | 제목                 | 작사           | 작곡 | 재생 시간 |
| -- | -------------------- | -------------- | ---- | --------- |
| 1. | 〈그 사람〉 (구자명) | 원태연, 최은하 | 개미 | 3:33      |

### Part.5
| #  | 제목                            | 작사         | 작곡         | 재생 시간 |
| -- | ------------------------------- | ------------ | ------------ | --------- |
| 1. | 〈눈물이 맘을 훔쳐서〉 (에일리) | 개미, 태윤미 | 개미, 김세진 | 4:04      |

### Part.6
| #  | 제목                                        | 작사               | 작곡 | 재생 시간 |
| -- | ------------------------------------------- | ------------------ | ---- | --------- |
| 1. | 〈Secret Love (Feat. 아웃사이더)〉 (김지숙) | 아웃사이더, 태윤미 | 개미 | 3:26      |

### Part.7
| #  | 제목                    | 작사 | 작곡         | 재생 시간 |
| -- | ----------------------- | ---- | ------------ | --------- |
| 1. | 〈폭풍의 언덕〉 (지성)  | 개미 | 개미, 김세진 | 3:42      |
| 2. | 〈폭풍의 언덕 (Inst.)〉 |      | 개미, 김세진 | 3:42      |

### 비밀 Special
| #   | 제목                                      | 작사               | 작곡         | 재생 시간 |
| --- | ----------------------------------------- | ------------------ | ------------ | --------- |
| 1.  | 〈불치병〉 (나비 Feat. 키비 Of 이루펀트)  | 개미, KEBEE        | 개미, 김세진 | 3:45      |
| 2.  | 〈눈물이 맘을 훔쳐서〉 (에일리)           | 개미, 태윤미       | 개미, 김세진 | 4:04      |
| 3.  | 〈폭풍의 언덕〉 (지성)                    | 개미               | 개미, 김세진 | 3:42      |
| 4.  | 〈그때로 가고싶다〉 (김보경)              | 개미               | 개미         | 4:14      |
| 5.  | 〈비밀〉 (이루)                           | 태윤미             | 개미, 성환   | 3:58      |
| 6.  | 〈그 사람〉 (구자명)                      | 원태연, 최은하     | 개미         | 3:33      |
| 7.  | 〈Secret Love〉 (김지숙 Feat. 아웃사이더) | 태윤미, 아웃사이더 | 개미         | 3:26      |
| 8.  | 〈비밀의 문 (Inst.)〉                     |                    | 개미, 이건영 | 3:06      |
| 9.  | 〈Mirror (Inst.)〉                        |                    | 이건영       | 3:54      |
| 10. | 〈멈춰진 시계 (Inst.)〉                   |                    |              | 2:48      |
| 11. | 〈거짓말 (Inst.)〉                        |                    | 개미         | 3:09      |
| 12. | 〈눈물 그리고 통증 (Inst.)〉              |                    | 개미, 이건영 | 4:31      |
| 13. | 〈마스카라 (Inst.)〉                      |                    | 이건영       | 2:54      |
| 14. | 〈Broken Trust (Inst.)〉                  |                    |              | 2:51      |
| 15. | 〈비밀의 창 (Inst.)〉                     |                    | 개미, 이건영 | 3:33      |
| 16. | 〈빨간잠바 그리고 별 (Inst.)〉            |                    | 개미, 이건영 | 2:22      |
| 17. | 〈대화 (Inst.)〉                          |                    |              | 2:27      |
| 18. | 〈비밀의 속삭임 (Inst.)〉                 |                    | 개미, 이건영 | 3:23      |
| 19. | 〈파도 (Inst.)〉                          |                    |              | 2:56      |
| 20. | 〈비밀의 오르골 (Inst.)〉                 |                    | 개미, 이건영 | 1:10      |

## 경쟁작
- 투윅스(MBC, 2013년 8월 7일~2013년 9월 26일)
- 주군의 태양(SBS, 2013년 8월 7일~2013년 10월 3일)
- 메디컬 탑팀(MBC, 2013년 10월 9일~2013년 12월 12일)
- 상속자들(SBS, 2013년 10월 9일~2013년 12월 12일)